# Huang Yong Ping
Pour les articles homonymes, voir Huang.
Huang Yong Ping (chinois simplifié : 黄永砅 ; pinyin : Huang Yongping), né le 19 février 1954 à Xiamen dans la province du Fujian et mort le 19 octobre 2019 dans le 13e arrondissement de Paris,, est un artiste contemporain d'origine chinoise naturalisé français.
Il vit et travaille en France à partir de 1989 et s'installe à Ivry-sur-Seine à la fin des années 2000. Il a fondé le mouvement « Xiamen Dada » en 1986 à Xiamen.

## Biographie
Huang Yong Ping présente sa première exposition de groupe à Xiamen en 1983. Il s'installe en France en 1989 à l’occasion de l’exposition « Magiciens de la terre » au Centre Pompidou.
Il représente la France avec Jean-Pierre Bertrand à la 48e Exposition internationale d'art visuel de Venise en 1999.
Figure majeure de l’art d’avant-garde chinois des années 1980, il vit nombre de ses œuvres interdites par le gouvernement. Le mouvement « Xiamen Dada », dont il est le fondateur, et qui a pour mot d’ordre « Le zen est Dada, Dada est le zen », manifeste son goût du paradoxe et de la déconstruction, produite par l’assemblage de significations hétérogènes. Un texte du 24 novembre 1986, intitulé Statement on burning (Déclaration sur le fait de brûler) et signé Huang Yong Ping commente l'œuvre, dans la série des Burning Works, qui a été réalisée le soir du 23 novembre 1986 sur la place du nouveau Xiamen Art Museum.

« […] Nous ne pouvions décider si les œuvres exposées étaient dans leur forme finale, elles auraient pu être améliorées ou rendues plus mauvaises. Nous ne pouvions décider si ces œuvres devaient être entreposées pour être conservées dans leur état. C'est pourquoi nous avons décidé de mettre à exécution le projet de déconstruire, détruire et brûler les éléments exposés. Tout a été photographié et filmé en vidéo. […] L'attitude qu'un artiste a à l'égard de ce qu’il réalise indique l'importance avec laquelle il peut se libérer. […]

L'œuvre d'art est à l'artiste ce que l'opium est à l'homme.

Avant que l'art soit détruit, la vie n'est jamais paisible.

Dada est mort. Attention au feu. »

Wu Hung situe le mouvement « Xiamen Dada » (厦门达达) comme l'un des six groupes de l'avant-garde chinoise dans la « Nouvelle vague de 1985 ». « Xiamen Dada » étant localisé dans le sud est le plus au sud, le « Salon des Artistes du Sud » (南方艺术家沙龙, Nánfāng yìshùjiā shālóng), dans le sud, les « Brigades Rouges » (红色旅, Hóngsè lǚ) dans le sud moyen, la « Pond Society » dans le sud-est, le « Groupe de Recherches Artistiques du Sud-Ouest » (西南艺术研究群体 Xī‘nán yìshù yánjiū qúntǐ) dans le sud-ouest, et le « Groupe du Nord-Ouest » dans le nord-ouest de la Chine.

## Œuvres

### En France
- Tête d'or, 2004, petit pavillon song doré surmontant le musée d'art contemporain de Lyon[7]
- Serpent d'océan, 2012, Saint-Brevin-les-Pins
- One man, nine animals, 1999, installé depuis 2007 dans le château de Caen[8]

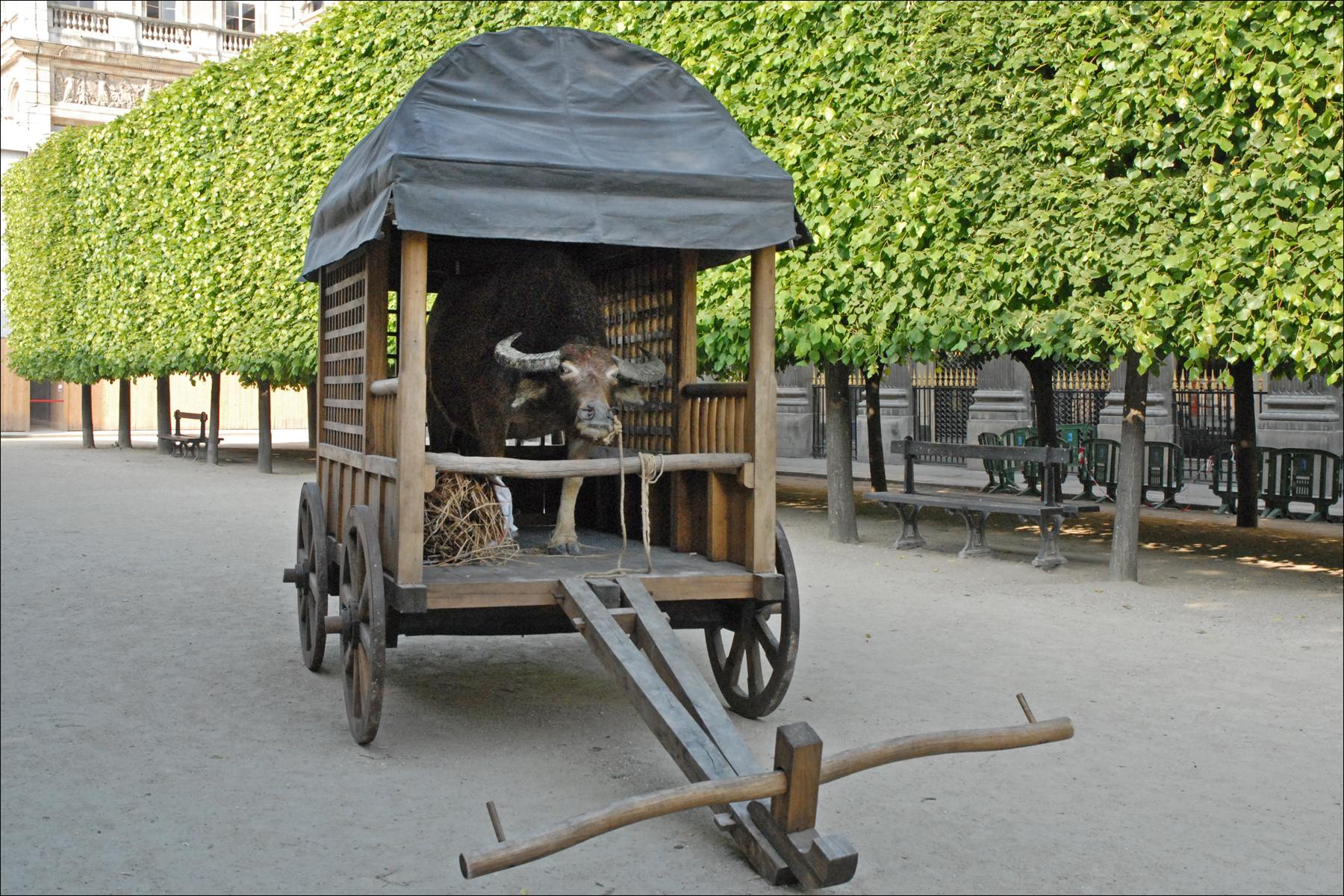
Immigrant sans papier (2006), installation temporaire dans le jardin du Palais-Royal (Paris).

### Autres pays

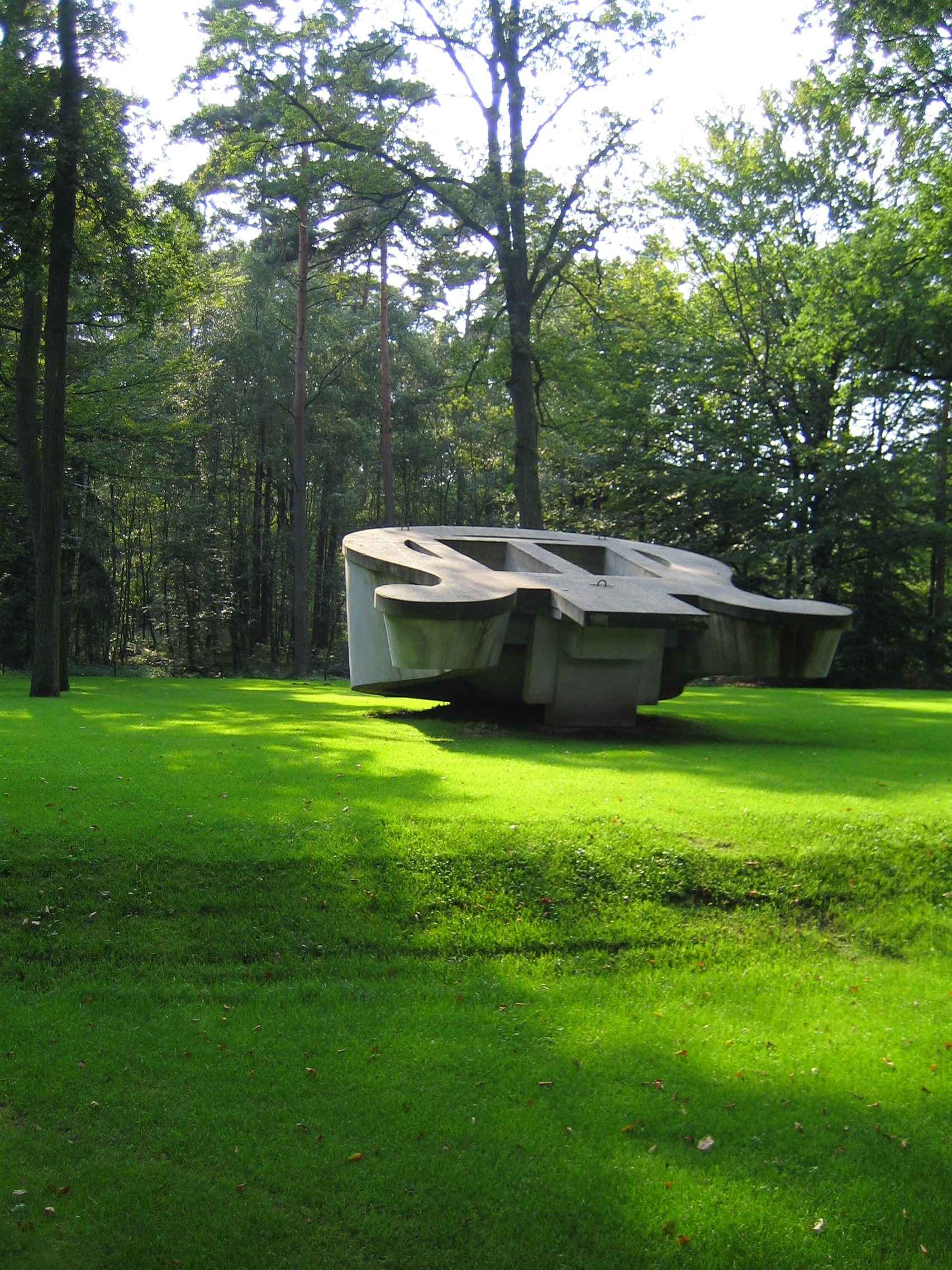
The Overturned Tomb (1994), musée Kröller-Müller, Otterlo, Pays-Bas.
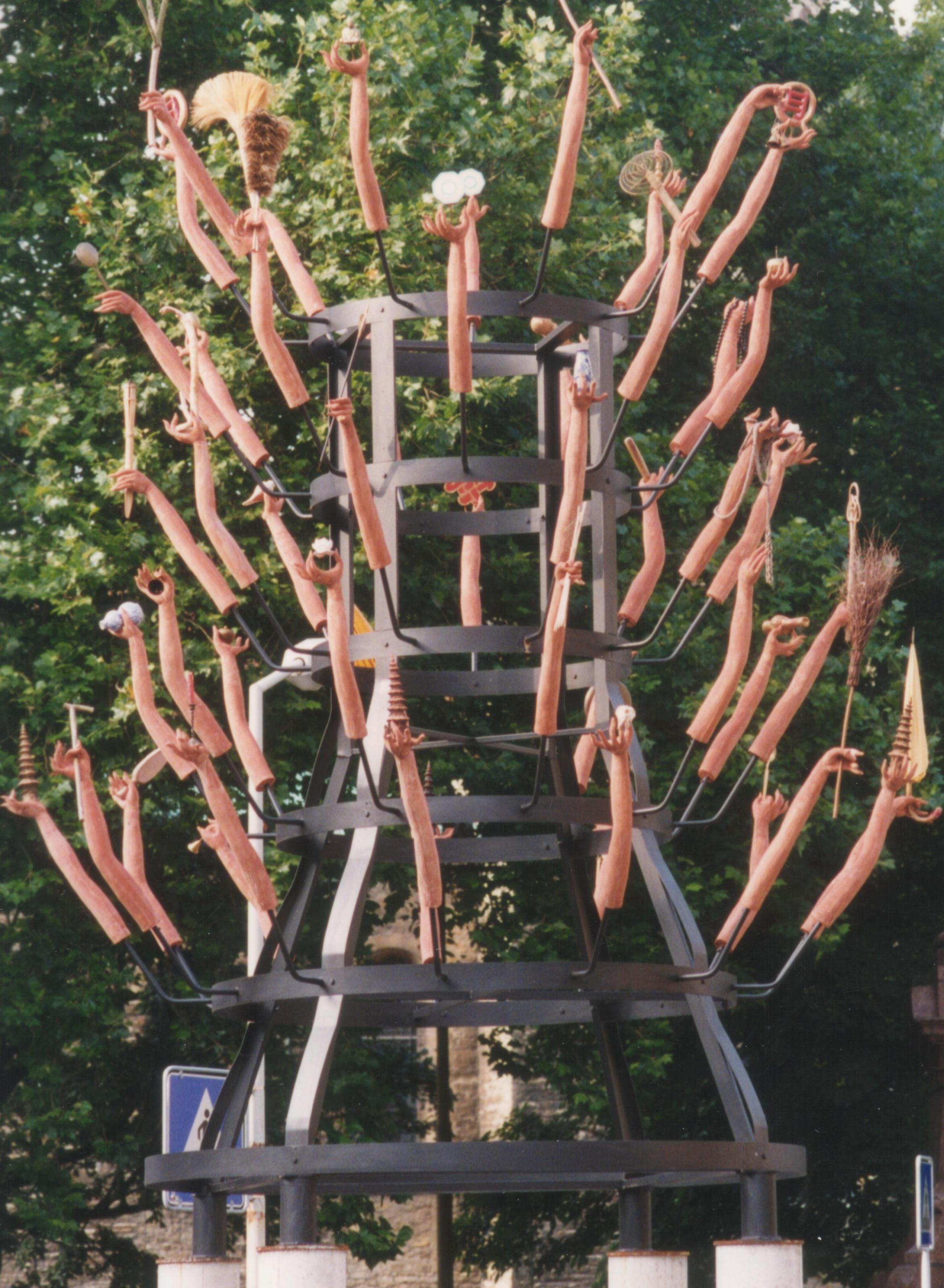
100 Arme der Guan-Yin au « Skulptur.Projekte » de Münster, Allemagne (1997).
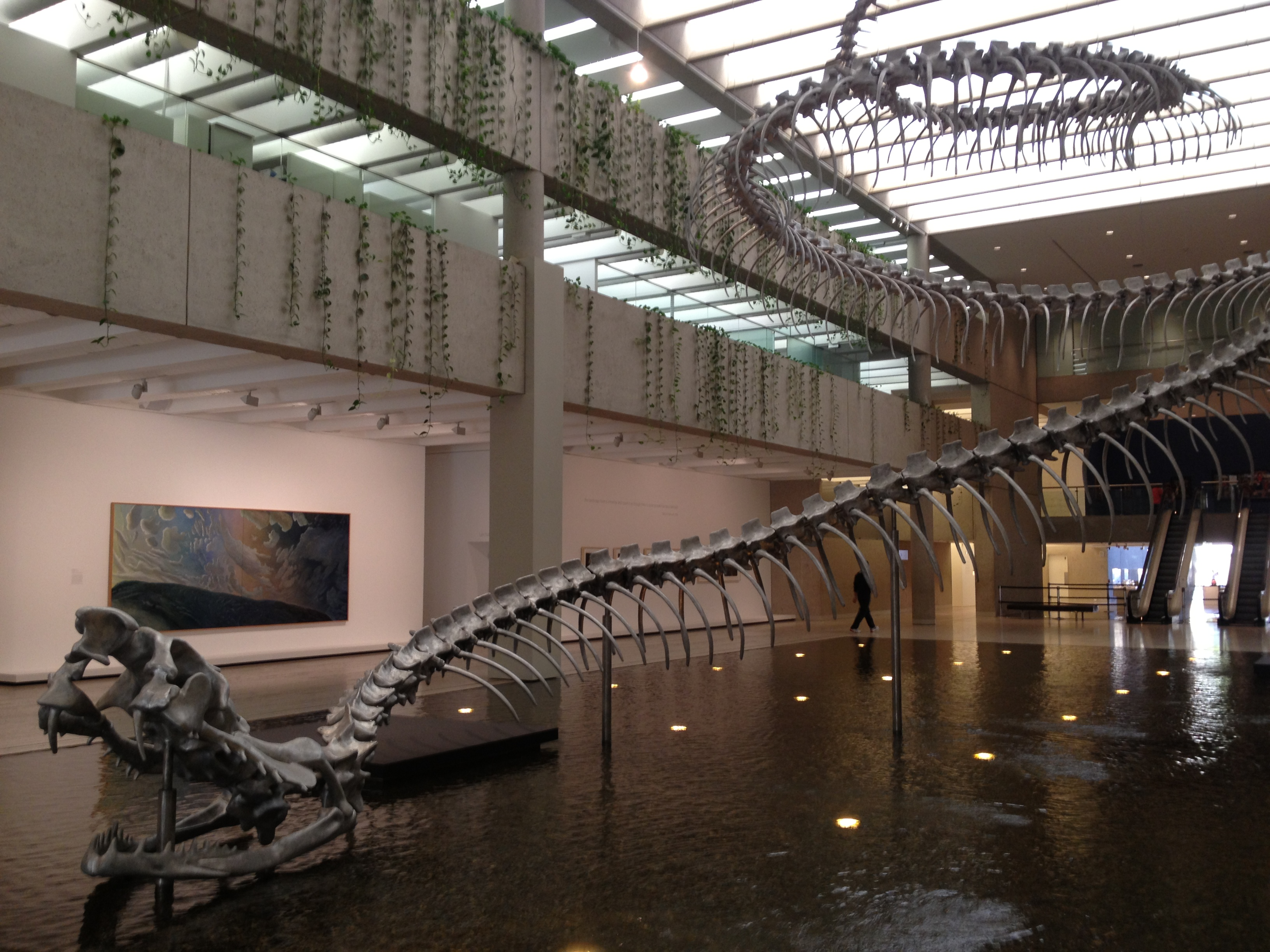
Ressort 2012 (2012), Queensland Art Gallery, Brisbane, Australie.

## Expositions personnelles
- 2016
  - Monumenta, Grand Palais, Paris
- 2014
  - Les Mues, HAB Galerie/Hangar à bananes, Nantes
- 2013
  - MAC, Lyon
- 2012
  - Bugarach, Kamel Mennour, Paris
  - Lille 3000, Fantastic, Musée de l'Hospice Comtesse, Lille
- 2011
  - Nottingham Contemporary, Nottingham
- 2010
  - Wu Zei, Musée océanographique de Monaco
- 2009
  - Arche 2009, chapelle des Petits Augustins, École nationale supérieure des beaux-arts, Paris
  - Caverne 2009, Kamel Mennour, Paris
  - Tower Snake, Barbara Gladstone gallery, New York
- 2008
  - House of Oracles, Ullens center for Contemporary Art, Pékin
  - Ping Pong, Astrup Fearnley Museum of Modern Art, Oslo
  - Ping Pong, Kunsthallen Brandts, Odense, Danemark
  - Frolic, Barbican Art Gallery, Londres
- 2007
  - From C to P, Gladstone Gallery, New York
  - House of Oracles, Vancouver Art Gallery, Canada
- 2006
  - Panthéon, île de Vassivière, France
  - Les Mains de Bouddha, Galerie Anne de Villepoix, Paris
  - House of Oracles, MASS MOCA, North Adams, Massachusetts
- 2005
  - House of Oracles, Walker Art Center, Minneapolis
- 2003
  - Un cane italiano, Galerie Beaumont, Luxembourg
- 2002
  - Xian Wu, Art & Public, Genève
  - Om Mani Padme Hum, Barbara Gladstone Gallery, New York
- 2000
  - Taigong fishing, Willing to Bite the Bait, Galerie Jack Tilton, New York
- 1999
  - Crane's legs, Deer's tracks. Project Galerie à CCA Kitakyushu, Japon
- 1997
  - Galerie Jack Tilton, New York
  - De Appel, Amsterdam
  - Da Xian-The Doomsday, Art & Public, Genève
  - Le sage suivant l'exemple de l'araignée qui tisse sa toile, Galerie Beaumont, Luxembourg
  - Péril de mouton, Fondation Cartier pour l'art contemporain, Paris
- 1996
  - Trois pas, Neuf traces, Atelier d'artistes de la ville de Marseille
- 1995
  - Pharmacie, Galerie Fromen & Putman, Paris
- 1994
  - Kearny Street, Capp street Project, San Francisco
  - Chinese Hand-Laundry, New Museum of Contemporary Art, New York
- 1993
  - 1 & 108, Akademie Schloss Solitude, Stuttgart
- 1992
  - La maison d'augure, Galerie Fromen & Putman, Paris
- 1991
  - Réapparition de la Croix-Rouge, Hôpital Éphémère, Paris
  - Nous devons encore construire une grande cathédrale, Galerie Fenster, Francfort
- 1990
  - Sacrifice au feu, (Cézanne, Saint-Victoire 1990), École des beaux-arts d'Aix-en-Provence
  - École des beaux-arts d'Avignon
  - École régionale des beaux-arts de Rouen